# Ništavci
Ništavci su naseljeno mjesto u sastavu općine Prijedor, Republika Srpska, BiH.

## Stanovništvo
| Ništavci           |              |
| godina popisa      | 1991.        |
| Srbi               | 241 (78,50%) |
| Hrvati             | 0            |
| Muslimani          | 61 (19,87%)  |
| Jugoslaveni        | 4 (1,30%)    |
| ostali i nepoznato | 1 (0,33%)    |
| ukupno             | 307          |